# Rhynchosaurus
Rhynchosaurus ('snavelhagedis') is een geslacht van uitgestorven Rhynchosauria dat leefde in Europa tijdens het Midden-Trias. Het was verwant aan de archosauriërs, maar behoorde niet tot die groep. De typesoort is Rhynchosaurus articeps, benoemd door Richard Owen in 1842 op basis van skeletten door de arts Thomas Ogier Ward gevonden bij Grinshill. Ward vond op 1 november 1838 in eerste instantie voetafdrukken. Deze zond hij naar William Buckland. Op 6 augustus 1840 werden botten gevonden in de steengroeve van John Carlile. Het betrof zeventien skeletten met zeven schedels. Owen publiceerde een korte beschrijving. De soortaanduiding betekent 'kunstige kaak'. In 1859 werd nog een skelet gevonden. Het lectotype is SHYMS 1, een skelet met schedel.
Michael Benton benoemde de twee verdere soorten Rhynchosaurus spenceri en Rhynchosaurus brodiei, maar die werden vervolgens respectievelijk omgedoopt tot Fodonyx en Langeronyx. Fossielen van Rhynchosaurus zijn gevonden in de Tarporley Siltstone-formatie (Mercia Mudstone Group) en mogelijk de Sherwood Sandstone Group van het Verenigd Koninkrijk.
Rhynchosaurus werd ongeveer twee voet lang. Hij was de eerste rhynchosauriër die werd gevonden.